# Nöchling
Nöchling ist eine Marktgemeinde mit 1027 Einwohnern (Stand 1. Jänner 2024) im Bezirk Melk in Niederösterreich.

## Geographie
Nöchling liegt in der südwestlichen Ecke des Waldviertels in Niederösterreich. Das Gemeindegebiet steigt von der 230 Meter hoch gelegenen Donau im Süden nach Norden bis 734 Meter (Toberspitz) Seehöhe an. Die Fläche der Marktgemeinde umfasst zwanzig Quadratkilometer. Davon wird mehr als die Hälfte landwirtschaftlich genutzt, rund vierzig Prozent der Fläche sind bewaldet.

### Gemeindegliederung
Das Gemeindegebiet umfasst folgende sieben Ortschaften (in Klammern Einwohnerzahl Stand 1. Jänner 2024):
- Artneramt (58) samt Gleisen
- Baumgartenberg (23)
- Freigericht (53)
- Gulling (94)
- Mitterndorf (79) samt Ysperdorf
- Niederndorf (51) samt Ysperdorf
- Nöchling (669)

Die Gemeinde besteht aus den Katastralgemeinden Artneramt, Mitterndorf und Nöchling.

### Nachbargemeinden
| Waldhausen (OÖ) |                                             | St. Oswald   |
|                 | Kompassrose, die auf Nachbargemeinden zeigt | Hofamt Priel |
| St. Nikola (OÖ) | Neustadtl (Amstetten)                       |              |

## Geschichte

### Ortsgeschichte
Die erste urkundliche Erwähnung von Nöchling stammt vom 29. April 998. Der Kaiser Otto III. schenkte dem Herzog von Bayern das Gut Nochilinga, das zwischen den Flüssen Ispera (Ysper) und Sabinicha (Sarmingbach) liegt. Eine weitere Aufzeichnung aus dem Jahr 1160 mit Nochlingen findet sich in der Weiheurkunde des benachbarten St. Oswald.
Die Kirche ist dem Apostel Jakobus den Älteren geweiht und war im 14. Jahrhundert eine Vikariatskirche der Pfarre St. Oswald. Zur Pfarrkirche erhoben wurde sie 1681. Vom ursprünglichen spätgotischen Bau sind nur noch der Chor und der Turm erhalten.
Die Markterhebung erfolgte im Jahr 1842.

### Einwohnerentwicklung

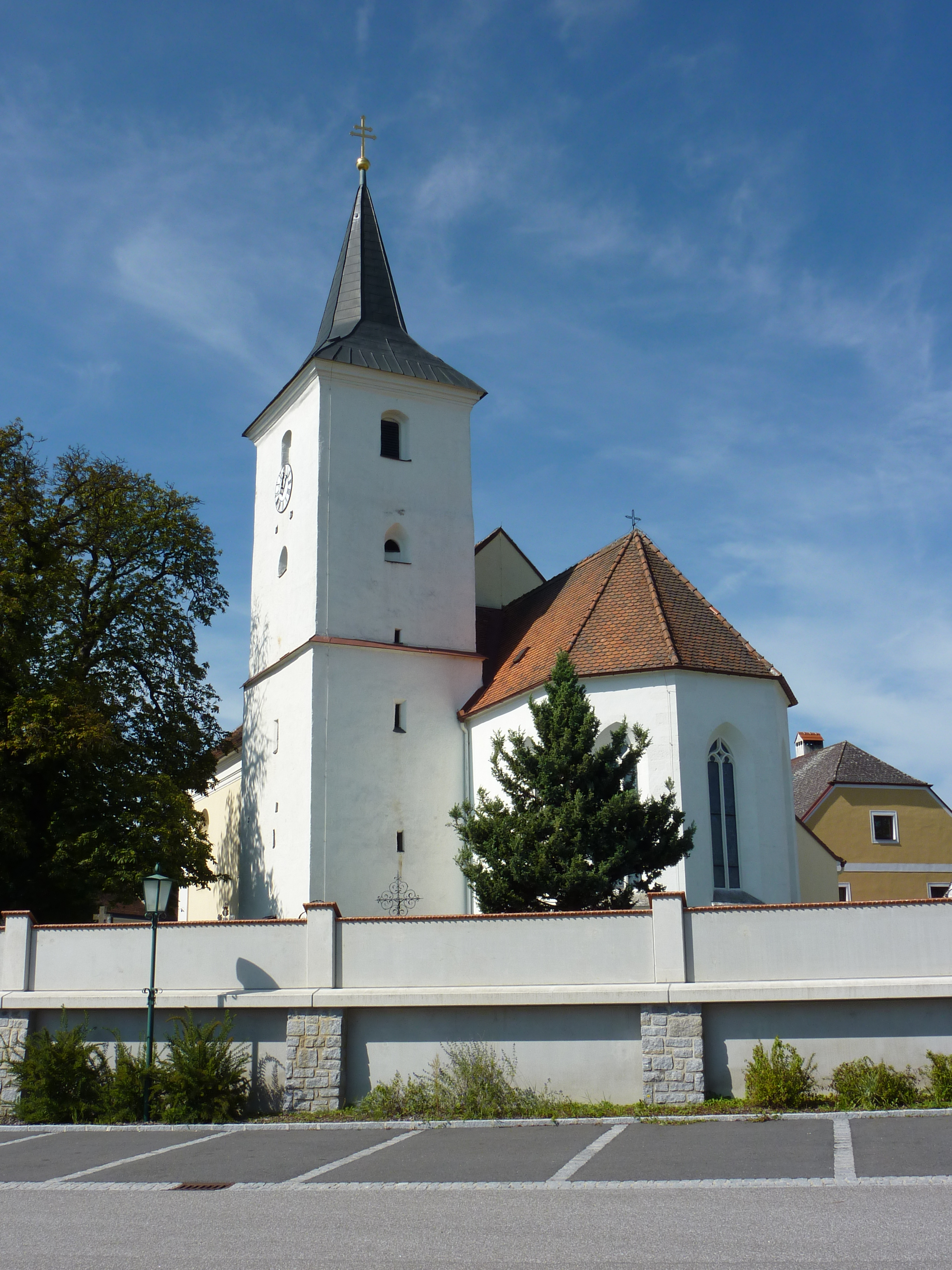
Pfarrkirche Nöchling

| Nöchling: Einwohnerzahlen von 1869 bis 2024         | Nöchling: Einwohnerzahlen von 1869 bis 2024 | Nöchling: Einwohnerzahlen von 1869 bis 2024 | Nöchling: Einwohnerzahlen von 1869 bis 2024 | Nöchling: Einwohnerzahlen von 1869 bis 2024 |
| --------------------------------------------------- | ------------------------------------------- | ------------------------------------------- | ------------------------------------------- | ------------------------------------------- |
| Jahr                                                |                                             |                                             |                                             | Einwohner                                   |
| 1869                                                | 1869                                        |                                             | 943                                         | 943                                         |
| 1880                                                | 1880                                        |                                             | 902                                         | 902                                         |
| 1890                                                | 1890                                        |                                             | 960                                         | 960                                         |
| 1900                                                | 1900                                        |                                             | 976                                         | 976                                         |
| 1910                                                | 1910                                        |                                             | 942                                         | 942                                         |
| 1923                                                | 1923                                        |                                             | 910                                         | 910                                         |
| 1934                                                | 1934                                        |                                             | 952                                         | 952                                         |
| 1939                                                | 1939                                        |                                             | 981                                         | 981                                         |
| 1951                                                | 1951                                        |                                             | 938                                         | 938                                         |
| 1961                                                | 1961                                        |                                             | 916                                         | 916                                         |
| 1971                                                | 1971                                        |                                             | 905                                         | 905                                         |
| 1981                                                | 1981                                        |                                             | 898                                         | 898                                         |
| 1991                                                | 1991                                        |                                             | 951                                         | 951                                         |
| 2001                                                | 2001                                        |                                             | 1.019                                       | 1.019                                       |
| 2011                                                | 2011                                        |                                             | 1.033                                       | 1.033                                       |
| 2021                                                | 2021                                        |                                             | 1.026                                       | 1.026                                       |
| 2024                                                | 2024                                        |                                             | 1.027                                       | 1.027                                       |
| Quelle(n): Statistik Austria, Gebietsstand 1.1.2021 |                                             |                                             |                                             |                                             |

## Kultur und Sehenswürdigkeiten
- Katholische Pfarrkirche Nöchling hl. Jakobus der Ältere

## Wirtschaft und Infrastruktur

### Wirtschaftssektoren, Arbeitsplätze
Im Jahr 2010 gab es 70 landwirtschaftliche Betriebe. Davon wurden 46 im Haupt-, 21 im Nebenerwerb und drei von juristischen Personen geführt. In der Landwirtschaft waren 84 Erwerbstätige beschäftigt, im Produktionssektor 72 und im Dienstleistungssektor 73.

### Berufspendler
Von den 529 Erwerbstätigen, die 2011 in Nöchling wohnten, arbeitete ein Drittel in der Gemeinde, zwei Drittel pendelten aus.

## Politik

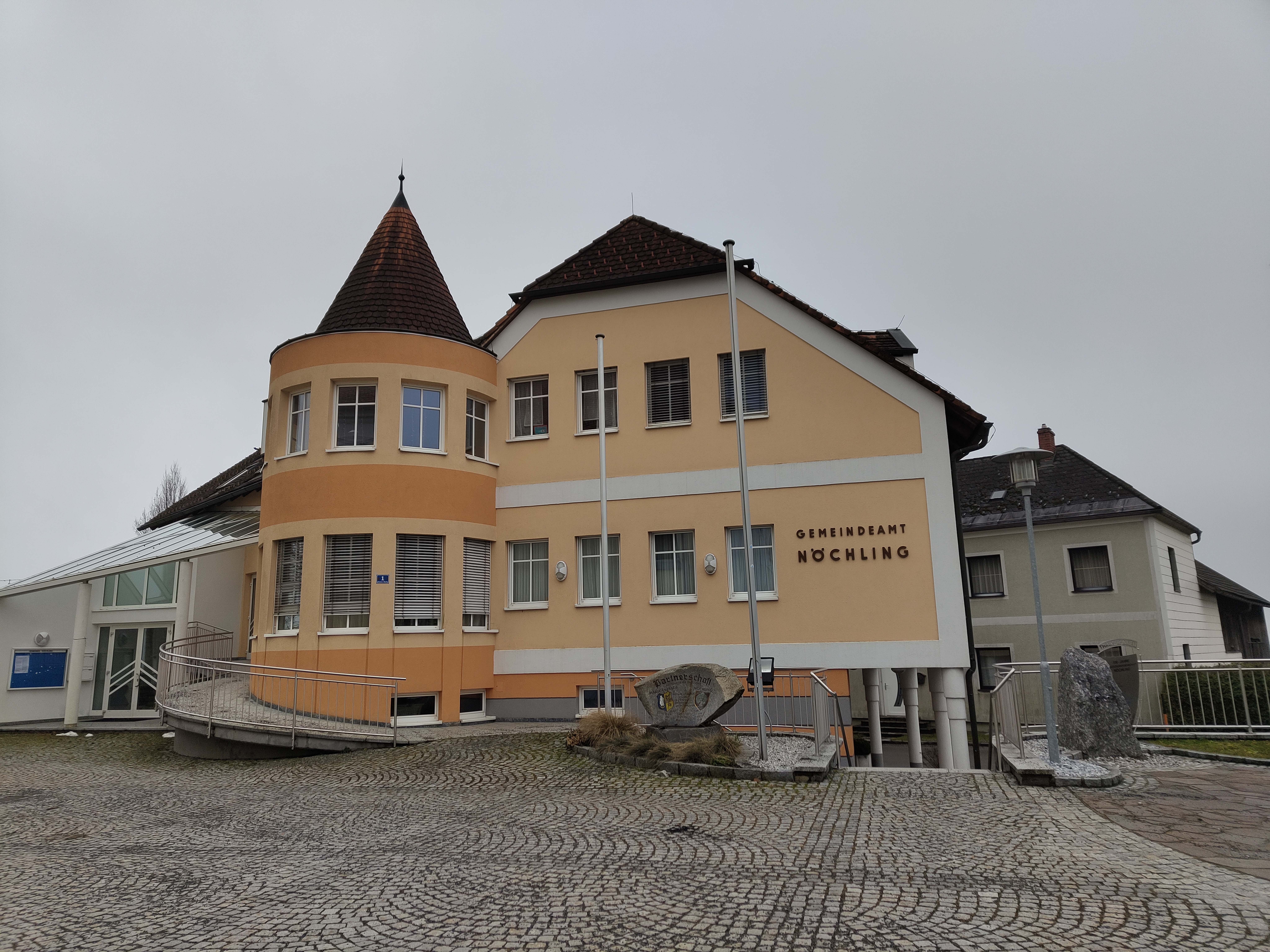
Gemeindeamt

| Der Gemeinderat hat 19 Mitglieder. - Mit den Gemeinderatswahlen in Niederösterreich 1990 hatte der Gemeinderat folgende Verteilung: 10 ÖVP und 5 SPÖ. - Mit den Gemeinderatswahlen in Niederösterreich 1995 hatte der Gemeinderat folgende Verteilung: 9 ÖVP, 5 SPÖ und 1 FPÖ. - Mit den Gemeinderatswahlen in Niederösterreich 2000 hatte der Gemeinderat folgende Verteilung: 9 ÖVP, 5 SPÖ und 1 FPÖ. (15 Mitglieder) - Mit den Gemeinderatswahlen in Niederösterreich 2005 hatte der Gemeinderat folgende Verteilung: 11 ÖVP und 8 SPÖ. - Mit den Gemeinderatswahlen in Niederösterreich 2010 hatte der Gemeinderat folgende Verteilung: 14 ÖVP und 5 SPÖ. - Mit den Gemeinderatswahlen in Niederösterreich 2015 hatte der Gemeinderat folgende Verteilung: 13 ÖVP und 6 SPÖ. - Mit den Gemeinderatswahlen in Niederösterreich 2020 hatte der Gemeinderat folgende Verteilung: 12 ÖVP und 7 SPÖ. - Mit den Gemeinderatswahlen in Niederösterreich 2025 hat der Gemeinderat folgende Verteilung: 12 ÖVP, 6 SPÖ und 1 FPÖ. | Hier fehlt eine Grafik, die leider im Moment aus technischen Gründen nicht angezeigt werden kann. Wir arbeiten daran! |

### Bürgermeister
Die Bürgermeister seit 1850 waren:
- 1850–1864 Josef Geyrhofer
- 1865–1877 Franz Zeitlhofer
- 1878–1879 Johann Deisl
- 1880–1882 Franz Hochedlinger
- 1883–1885 Johann Lameraner
- 1886–1915 Franz Hochedlinger
- 1916–1925 Leopold Wimmer
- 1926–1938 Leopold Gartner
- 1938–1945 Franz Haubenberger
- 1945–1955 Karl Enengl
- 1955–1965 Franz Haubenberger
- 1965–1975 Ignaz Schachenhofer
- 1975–1982 Gottfried Haubenberger
- 1982–1985 Karl Ebner
- 1985–1999 Franz Moser (ÖVP)
- 1999–2009 Johannes Aigner (ÖVP)
- 2009–2017 Georg Strasser (ÖVP)
- seit 2017: Roman Grabner (ÖVP)

### Wappen
Im Jahr 1979 wurde der Gemeinde folgendes Wappen verliehen:
Ein roter, durch einen silbernen Pfahl gespaltener Schild, belegt mit einem aus grünem Schildesfuß emporwachsenden grünen Laubbaum mit naturfarbenem Stamm.
Der Baum steht für die alte Linde am Marktplatz, die jedoch 2008 gefällt werden musste.
Die Gemeindefarben sind Rot-Weiß-Grün.

## Öffentliche Einrichtungen
In Nöchling befindet sich ein Kindergarten und eine Volksschule.

## Persönlichkeiten
Der Kabarettist und Schauspieler Josef Hader wuchs in Nöchling auf.